# Ian Clark (Basketballspieler)
Ian Patrick Clark (* 7. März 1991 in Memphis, Tennessee) ist ein US-amerikanischer Basketballspieler.

## NBA-Karriere
Am 30. Dezember 2015 gelang Clark als Spieler der Golden State Warriors bei einer Niederlage gegen die Dallas Mavericks mit 21 Punkten eine persönliche Karrierebestleistung. Am 12. März 2017 übertraf er seinen Rekord im Spiel gegen die San Antonio Spurs, als er 36 Punkte erzielte.